# Alain Gilles
Alain Gilles (ur. 5 maja 1945 w Roanne, zm. 18 listopada 2014 w Montpellier) – francuski koszykarz, trener koszykarski.

## Osiągnięcia
Drużynowe
- Wicemistrz Pucharu Europy Zdobywców Pucharów (1983)[1]
- 3. miejsce w Pucharze Koracia (1974)[1]
- 8-krotny mistrz Francji (1966, 1968, 1969, 1971, 1972, 1975, 1977, 1981)[2]
- Wicemistrz Francji (1986)[1]
- dwukrotny zdobywca Pucharu Francji (1967, 1984)[2]
- Finalista Pucharu Federacji (1982)
- Mistrz świata wojska (1964)[2]

Indywidualne
- Zaliczony do grona 50 Najlepszych Zawodników w historii rozgrywek FIBA (1991)
- 8-krotny MVP mistrzostw Francji (1964, 1965, 1967, 1968, 1969, 1971, 1972, 1975)[2]
- Lider strzelców ligi francuskiej (1971)[2]
- 2-krotnie wybierany do reprezentacji Europy (1970, 1972)[2]

Reprezentacja
- Uczestnik mistrzostw świata (1963 – 5. miejsce)
- 5-krotny uczestnik mistrzostw Europy (1963 – 13. miejsce, 1965 – 9. miejsce, 1967 – 11. miejsce, 1971 – 10. miejsce, 1977 – 11. miejsce)

Trenerskie
- Wicemistrz Pucharu Europy Zdobywców Pucharów (1983)[1]
- 3. miejsce w Pucharze Europy Zdobywców Pucharów (1987)[1]
- 4. miejsce w Pucharze Europy Zdobywców Pucharów (1985)[1]
- Mistrz Francji (1981)[2]
- dwukrotny wicemistrz Francji (1985, 1986)[1]
- Zdobywca Pucharu Francji (1984)[2]
- Finalista Pucharu Federacji (1982)

Inne
- Laureat Orderu Narodowego Legii Honorowej
- Laureat Orderu Narodowego Zasługi